# Desplaçament (videojocs)

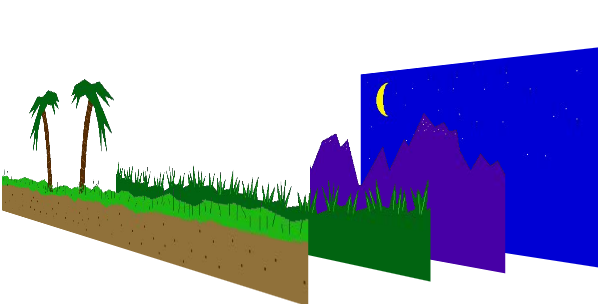
Un exemple construït de desplaçament de paral·laxi.

El desplaçament diferencial o desplaçament de paral·laxi (parallax scrolling en anglès) és el desplaçament d'una capa de paisatges en un videojoc en dues dimensions. Això pot forçar el component que representa al jugador a avançar al ritme del desplaçament. Si no és forçat, és el moviment del jugador que posa en marxa el nivell de desplaçament intern. Hi ha tres tipus de moviment: horitzontal, vertical o multidireccional. En alguns jocs, tot el nivell és visible a la pantalla i no hi ha desplaçament. Aquesta tècnica va ser popularitzada pel joc d'arcade Moon Patrol llançat el 1982.

## Utilització estratègica
En els jocs d'acció per a dos jugadors, els personatges generalment han de quedar-se dins de la pantalla, de manera que cada jugador pot controlar contínuament el seu personatge. De fet, si cada un dels dos personatges es troba en una extremitat de la pantalla i progressa cap a «l'exterior», hi ha un conflicte. En general, el programa resol aquest conflicte anul·lant el desplaçament; els personatges estan llavors immòbils.
En els jocs de confrontació, això pot ser utilitzat per bloquejar l'oponent i, per exemple, li impedeix d'esquivar una bala.

## Desplaçament diferencial

Una animació amb quatre capes: una estàtica i tres en moviment.

Desplaçament diferencial (o parallax scrolling) és una tècnica (d'ús freqüent en les consoles i ordinadors de 16 bits), que té com a objectiu donar una impressió de profunditat a través de porcions de l'escenari desfilant a velocitats lleugerament diferents. Es pot parlar de «perspectiva de moviment».
Això és en realitat una adaptació d'una tècnica àmpliament utilitzada per als dibuixos animats, que consisteix a fer desfilar cel·luloides a velocitats diferents.
Així, un escenari utilitzant cinc desplaçaments diferencials es veurà dividit en cinc parts, la part més baixa (més lluny de l'horitzó, excepte en els casos de la capa de primer pla) es desplaçarà més ràpid. La porció superior desplaçarà lleugerament més lenta, i la de sobre encara més lenta, etc. (o viceversa). Shadow of the Beast de l'Amiga, per exemple, administra fins a tretze desplaçaments diferencials de manera simultània.